# 개소리
《개소리》는 2024년 9월 25일부터 10월 31일까지 방송되었던 KBS 2TV 수목 드라마다.

## 기획 의도
개소리가 들리기 시작한 국민 배우 이순재와 그 앞에 나타난 은퇴한 경찰견 소피가 거제도에서 발생한 미스터리한 사건을 파헤친다! 활약 만점 시니어 5인방과 견공 소피가 그리는 유쾌하고 발칙한 노년 성장기

## 방송 시간
| 방송 채널 | 방송 기간                          | 방송 시간                                           | 방송 분량 |
| --------- | ---------------------------------- | --------------------------------------------------- | --------- |
| KBS 2TV   | 2024년 9월 25일 ~ 2024년 10월 31일 | 매주 수요일 ~ 목요일 오후 9시 50분 ~ 오후 10시 55분 | 1시간 5분 |

## 제작진

### 제작사
- 아이엠티브이(IMTV)

### 제작
- 이영숙
- 이상현

### 극본
- 변숙경 : MBC 일일 시트콤 《논스톱 5》(공동 집필) 집필

### 연출
- 김유진 : SBS 수목 드라마 《훈남정음》(연출), 디즈니플러스 《3인칭 복수》(연출) 연출

## 등장인물
- (†) 표시는 드라마 상에서 최종적으로 사망한 인물이다.

### 순재x소피 콤비
- 이순재 : - 배우, 기동의 아버지.
- 배정남 : 소피 역 - 경찰은퇴견 (목소리출연) (연기견: 아리[1])

### 시니어벤저스
- 김용건 : - 배우, 세경의 아버지.
- 예수정 : - 드라마 작가
- 임채무 : - 전 조명감독
- 송옥숙 : - 전 방송국 분장사

### 순재의 주변 인물들
- 박성웅 : 이기동 역 - 백수, 이순재의 늦둥이 외아들.
- 김지영 : 홍은하 역 - 은하국수 사장, 초원의 어머니.
- 연우 : 홍초원 역 - 은하의 외딸, 지구대 순경.
- 이수경 : 김세경 역 - 의사, 김용건의 막내딸. 기동의 옛연인.
- 김라온 : 용빈 역

### 경찰 및 그 외 인물들
- 태항호 : 육동구 역 - 강력계 형사, 거제 연덕 경찰서 강력1팀 형사.
- 이종혁 : 김철석 역
- 김기두 : 박영춘 역 - 강력계 형사, 거제 연덕 경찰서 강력1팀 형사.
- 공찬 : 강민우 역 - 카페 알바생, 거제도 카페 태평양의 알바생.
- 남윤수 : 현타 역 - 보이그룹 'OTT' 멤버 겸 인기배우
- 손병호 : 박근수 역 - 사업가, 전 방송국 특수효과팀 감독.
- 정민성 : 백 감독 역

### 기타 인물
- 류해준 : 박외수 역
- 황정민 : 양원희 역
- 최양락 : 구씨[2] 역 (목소리)
- 안현호[3] : 양진만 역
- 정보민 : 홍지수 역
- 김병춘 : 박호철 역
- 이아인 : 윤노란 역
- 이황의 : 이영수 역
- 우현 : 진짜 이영수 역
- 유환 : 송영훈 역
- 성병숙 : 성병숙 역
- 장하나 : 현경 역
- 고유리 : 진주 역
- 이유미 : 부자 역
- 조은솔 : 임채무의 손녀 역
- 고인범 : 배원만 역
- 송태윤 : 곽만세/로빈 역

### 특별 출연
- 김아영 : 쭈미 역 (†) - 하윤의 여자친구.
- 이동원 : 정하윤 역 - 쭈미의 남자친구. 쭈미를 죽인 범인.
- 이유진 : 손명옥 역 - 웨딩화보 찍은 신부 역. 살인사건에 휘말린다.
- 서지석 : 황빈 역
- 연제형 : 황종국 역
- 하하
- 김기현
- 이이경
- 김흥수 : 노수봉 역

## 시청률
최저 시청률과 최고 시청률은 시청률 조사회사와 지역별로 시청률에 차이가 있을 수 있습니다.
| 2024년 | 2024년    | 2024년         | 2024년       | 2024년 |
| 회차   | 방송일    | AGB 시청률     | AGB 시청률   |        |
| 회차   | 방송일    | 대한민국(전국) | 서울(수도권) |        |
| ------ | --------- | -------------- | ------------ | ------ |
| 제1회  | 9월 25일  | 4.2%           | 4.0%         |        |
| 제2회  | 9월 26일  | 4.1%           | 3.8%         |        |
| 제3회  | 10월 2일  | 3.5%           | 3.2%         |        |
| 제4회  | 10월 3일  | 3.7%           | 3.4%         |        |
| 제5회  | 10월 9일  | 4.0%           | 3.6%         |        |
| 제6회  | 10월 10일 | 4.6%           | 3.9%         |        |
| 제7회  | 10월 16일 | 3.9%           | 3.3%         |        |
| 제8회  | 10월 17일 | 4.3%           | 3.7%         |        |
| 제9회  | 10월 23일 | 3.8%           | 3.6%         |        |
| 제10회 | 10월 24일 | 4.4%           | 3.8%         |        |
| 제11회 | 10월 30일 | 3.3%           | 2.8%         |        |
| 제12회 | 10월 31일 | 3.6%           | 3.2%         |        |

## 참고 사항
- 연우, 송옥숙는 MBC 금토 드라마 《금수저》 이후 2년 만에 재회해 캐스팅 됐다.
- 연우, 이순재는 tvN 금요 드라마 《쌉니다 천리마마트》 이후 6년 만에 재회해 캐스팅 됐다.
- 문화체육관광부, 한국콘텐츠진흥원의 OTT 특화 콘텐츠 제작비 지원 사업(30억)에 선정됐다.

## 수상 목록
- 2024년 KBS 연기대상 남자 조연상 (김용건)
- 2024년 KBS 연기대상 베스트 커플상 (연우 & 이순재 & 아리)
- 2024년 KBS 연기대상 미니시리즈 부문 여자 우수상 (연우)
- 2024년 KBS 연기대상 대상 (이순재)